# サクセス15
『サクセス15』 (－フィフティーン) は社会評論社から発行されている高校進学情報誌である。

## 概要
2006年5月15日創刊。
- 書店で販売されている定期刊行物としては、唯一の高校進学情報誌（2006年9月現在）
- 高校進学を志す中学生を中心に、その保護者、教育関係者らを主な読者層としている。
- A4変版
- 約100ページ
- 奇数月15日発行（2006年9月現在）
- 2007年4月より毎月15日発行 （2007年7月現在）

## 特徴
高校進学サポート＆指導機関として、長年の伝統とナンバーワンの実績を誇る早稲田アカデミー・進学情報部門の完全バックアップを受け、その情報を編集部側が独自の切り口で分析、報道している。
内容・企画としては、受験生やその保護者をターゲットとした受験等の一般情報から、学校紹介（学校の魅力、説明会情報）、模試情報（首都圏各模擬試験機関による）、合格のための勉強法、入試分析等を取り扱っている。
姉妹誌に中学受験情報誌のサクセス12がある。